# Педро Парахес
Педро Парахес (ісп. Pedro Parages, нар. 17 грудня 1883, Мадрид — пом. 15 лютого 1950, Сен-Лубес) — іспанський футболіст, що грав на позиції нападника. Згодом — президент клубу «Реал Мадрид», а також футбольний тренер.

## Ігрова кар'єра
1902 року став гравцем найпершого складу аматорської команди «Мадрид ФК», одного з перших футбольних клубів Іспанії, що згодом став всесвітньо відомим як «Реал Мадрид». Відіграв за команду до 1909 року, зокрема чотири рази вигравши Кубок Короля, перший футбольний трофей країни.

## Президент «Реала»
1916 року колишній футболіст став президентом клубу «Мадрид ФК». Під час президентства Парахеса, у 1920, королем Іспанії Альфонсо XIII клубу було дароване право  називатися «королівським» і його офіційною назвою стало «Реал Мадрид».
Іншими здобутками Парахеса на посту президента мадридського клубу стала комерціалізація його діяльності (клуб вперше отримав прибутки від продажу квитків), а також будівництво у 1924 році нового клубного стадіону «Чамартін», розрахованого на 22,5 тисячі глядачів.
Залишив посаду президента мадридського «Реала» у 1926 році.

## Кар'єра тренера
1923 року Королівська іспанська футбольна федерація призначила тодішнього президента мадридського «Реала» головним тренером національної збірної Іспанії. Парахес готував національну команду до футбольного турніру на Олімпійських іграх 1924 року. У Парижі, де проходила Олімпіада, іспанці провели лише одну гру, програний з рахунком 0:1 матч проти збірної Італії, після якого за регламентом того турніру припинили боротьбу. Після повернення на батьківщину Парахес залишив збірну і в майбутньому до тренерської роботи не повертався.
Помер 15 лютого 1950 року на 67-му році життя у французькому місті Сен-Лубес.

## Титули і досягнення
- Володар Кубка Іспанії з футболу (4):

«Реал Мадрид»:  1905, 1906, 1907, 1908